# ديسقوريا إكمانية
ديسقوريا إكمانية (الاسم العلمي:Dioscorea ekmanii) هي نوع من النباتات تتبع جنس الديسقوريا من الفصيلة الديسقورية.